# مسجد كوكاند الجامع
مسجد كوكاند الجامع (بالأوزبكية: Qoʻqon jome masjidi) هو معلم معماري يقع في ساحة تشورسو في كوكاند، منطقة فرغانة، أوزبكستان. تم بناءه في الفترة من 1819 إلى 1822 بأمر من حاكم كوكاند، عمر خان. يتكون المجمع من مسجد، مدرسة دينية، قاعة صلاة، منارة، وخانقة.
المسجد مدرج حاليًا في قائمة التراث الثقافي المادي لأوزبكستان ذو الأهمية الجمهورية.

## التاريخ
في عام 1805، بأمر من حاكم كوكاند، عليم خان، بدأ بناء المسجد الكبير في كوكاند، لكن العمل توقف. في عام 1819، استأنف الحاكم التالي لإمارة كوكاند، عمر خان، بناء مسجد كوكاند الجامع. وكان البناء تحت إشراف مهندس معماري مشهور من أور-تيوبه. تحت إشرافه، عمل 200 عامل في المشروع. بعد عامين، تم الانتهاء من بناء مسجد كوكاند الجامع.
كانت المدرسة الدينية تعمل حتى عام 1918، بينما استمر عمل المسجد حتى عام 1930.